# Internationaal Rogiercentrum
Het Internationaal Rogiercentrum, ook wel de Martinitoren genoemd vanwege de grote neonreclame van Martini die het gebouw kroonde, was een multifunctioneel torengebouw op het Rogierplein in Brussel. Het gebouw werd gebouwd op de plaats van het oude Noordstation dat onder impuls van de Noord-Zuidverbinding zijn functie van eindstation had verloren en daarom gesloopt werd.
Het gebouw werd ontworpen door architect Jacques Cuisinier die zich liet inspireren door het werk van Le Corbusier en uiteindelijk voltooid werd in 1963. Het was samen met het Atomium het uithangbord van de Expo 58 en straalde de sfeer van de gouden jaren zestig uit. Europese steden keken inmiddels op naar hun trans-Atlantische buren waar hoogbouw het kenmerk van was en zo the Amerikaanse leefstijl introduceerde in hun hoofdstad. De toren werd een stad in de stad waar gewoond en gewerkt had met alle bijhorende faciliteiten zoals het Théâtre National de Belgique en winkels. Het Rogiercentrum wordt ook wel de pionier van het modernisme genoemd en bevatte onder meer kantoren, appartementen, een winkelgalerij en een theater. Bij de voltooiing was het een van de opmerkelijkste hoogbouwprojecten in België omwille van het multifunctionele programma, de vormgeving en de integratie in de stad.
Het centrum bood ook onderdak aan het befaamde Martini Center, hoog in de nok van de toren op de 29ste en 30ste verdieping. Hier kwamen vedetten als Louis de Funès, Georges Brassens, Jacques Brel en The Rolling Stones langs voor een persvoorstelling en signeersessies. De club sloot uiteindelijk in 1978 de deuren en nadien ging het ook met de rest van het ooit zo prestigieuze centrum gestaag naar beneden. De hoogste verdiepingen bleven leeg en de ronddraaiende Mercedes-ster bovenop de toren die de neon van Martini moest vervangen kon niet het prestige van zijn voorganger evenaren. Kantoren en appartementen raakten niet meer verhuurd, een geplande renovatie ging niet door en ook externe factoren zoals de kaalslag van de Noordwijk deden geen goed. De Martinitoren verwaarloosde steeds meer en werd ook illegaal bewoond door krakers. De laatste bewoner werd in 1995 uiteindelijk na een juridische strijd uit zijn appartement gezet. De neergang werd tot 2001 bespoedigd door alles in het gebouw open te laten. Zelfs het meubilair van de club kon hierdoor geplunderd worden. Het Théâtre National vertrok uiteindelijk in het voorjaar van 2001 en het hele gebouw werd in het najaar van datzelfde jaar ondanks protesten gesloopt in een tempo van een verdieping per week.